# Comitatul Kneehill, Alberta
Comitatul Kneehill, din provincia Alberta, Canada  este un district municipal situat central în Alberta. Districtul se află în Diviziunea de recensământ 5. El se întinde pe suprafața de 3,380.04 km2 și avea în anul 2011 o populație de 4,921 locuitori.
Cities Orașe
--
Towns Localități urbane
- Three Hills (municipal office)
- Trochu

Villages Sate
- Acme
- Carbon
- Linden

Summer villages Sate de vacanță
--
Hamlets, cătune
- Bircham
- Hesketh
- Huxley
- Sunnyslope
- Swalwell
- Torrington
- Wimborne

Așezări
- Allingham
- Bargrave
- Beynon
- Buoyant
- Cosway
- Curlew
- Dunphy
- Entice
- Equity
- Gatine
- Ghost Pine
- Ghost Pine Creek
- Grainger
- Helmer
- Highland Ranch
- Kirkpatrick
- Perbeck
- Sharples
- Taylor
- Tolman
- Twining

1. 1 2  Population and dwelling counts, for Canada, provinces and territories, and census subdivisions (municipalities), 2016 and 2011 censuses – 100% data (în engleză), 20 februarie 2019